# Подельциг
Подельциг (нем. Podelzig) — община в Германии, в земле Бранденбург.
Входит в состав района Меркиш-Одерланд. Подчиняется управлению Лебус. Население составляет 951 человек (на 31 декабря 2010 года). Занимает площадь 25,14 км².
| Год  | Население |
| ---- | --------- |
| 2005 | 1005      |
| 2010 | 955       |